# 口蓋帆張筋神経
口蓋帆張筋神経（こうがいはんちょうきんしんけい）は小さな神経で、口蓋帆張筋を支配する。口蓋部の運動を支配する神経の中で、下顎神経の枝はこの神経のみである。
その起こりについて、上條は耳神経節より起こるとしており、船戸はときに内側翼突筋神経より起こるとしている。